# Skiffle
Skiffle este un gen muzical cu masive influențe muzicale din jazz, blues, folk și muzica folk americană, adesea folosind o combinație de instrumente muzicale manufacturate, realizate artizanal și chiar improvizate.
Originar ca termen, gen muzical și structură în primele decenii ale secolului al 20-lea în  Statele Unite ale Americii, skiffle-ul „renăscut” a devenit și redevenit extrem de popular în anii 1950, de data aceasta în  Regatul Unit, unde a fost asociat cu actele muzicale ale soliștilor vocali precum Lonnie Donegan, Ken Colyer și Chas McDevitt, și respectiv a unor formații așa cum fuseseră The Vipers Skiffle Group.
Practicarea genului skiffle a jucat un rol major în carierele ulterioare ale unor muzicieni de calibru, larg cunoscuți ulterior ca excelând în genurile jazz, pop, blues, folk și rock, așa cum au fost The Beatles și Rory Gallagher, fiind considerată a fi un factor esențial în cea de-„a doua renaștere muzicală britanică” (a se vedea și British folk revival și blues boom), dar și în crearea bazei primei Primei invazii muzicale britanice (First British Invasion) pe scena muzicală a Statelor Unite.

## Origine și dezvoltare în Statele Unite (Anii 1920-1940)

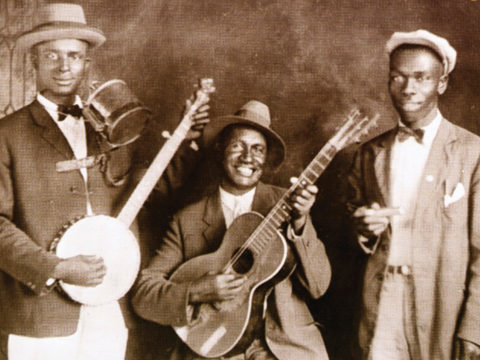
Gus Cannon's Jug Stompers, circa 1928

Originile muzicii skiffle sunt, în general, considerate a fi obscure, dar este de asemenea crezut că se află în cultura muzicală afro-americană a anilor timpurii 1900. Se spune adesea că skiffle s-ar fi dezvoltat din jazzul din New Orleans, dar această abordare a fost diputată.
Trupe muzicale improvizate, așa numitele jug bands, care interpretau mai ales muzică blues și jazz erau foarte adesea întâlnite în Sudul Statelor Unite în primele decade ale secolului al 20-lea. Toate utilizau instrumente improvizate așa cum erau cele cu coarde (washboardurile și washtub basurile,), dar și viori sau chitare făcute din cutii de țigări (cigar-box fiddles), de suflat, precum juguri, sau de vibrație precum fierestrăul muzical, dar și instrumente muzicale convenționale așa cum erau chitara acustică și banjo-ul.

### Utilizarea termenului
Originea cuvântului englez skiffle este necunoscută. Oricum în dialectul din vestul Angliei, a face skiffle (în original, to make a skiffle) desemnează „a face praf orice” (a distruge total), fiind documentat încă din 1873.  În deceniile timpurii ale secolului al XX-lea, peste ocean, termenul skiffle era un cuvânt de jargon pentru o așa numită rent party, un eveniment social organizat pentru a colecta bani pentru a plăti închirierea unei case. A fost consemnat în Chicago, la începutul anilor 1920 și este posibil ca să fi fost adus ca parte a migrării lucrătorilor afro-americani către orașele industriale ale nordului și nord-vestului mijlociu al Statelor Unite.
Prima utilizare a termenului a fost documentată în 1925 în numele lui Jimmy O'Bryant și a trupei sale, The Chicago Skifflers. Cel mai adesea termenul skiffle a fost utilizat pentru a descrie înregistrări muzicale de country blues, printre care se numărau și "Hometown Skiffle" (1929) și "Skiffle Blues" (1946) de Dan Burley & his Skiffle Boys. A fost, de asemenea, utilizat de Ma Rainey (1886–1939) pentru a descrie portofoliul său muzical audiențelor rurale unde adesea concerta. Termul skiffle a dispărut de facto cam în același timp al victoriilor forțelor aliate în cel de-al doilea război (mijlocul anilor 1940).

## Renașterea genului în Regatul Unit (anii 1950)
Skiffle a fost la timpul nașterii și „germinării” sale din America un gen relativ obscur și este perfect posibil să fi fost uitat dacă nu ar fi fost renașterea sa din Regatul Unit din anii 1950 și succesul masiv obținut de principalul său „promotor”, Lonnie Donegan. Varianta britanică a skiffle-ului s-a dezvoltat pe scena jazzului britanic, care s-a îndepărtat de muzica swing, „cotind viguros” înspre trad jazz.